# 皮納爾 (亞利桑那州)
皮納爾（英語：Pinal）是位於美國亞利桑那州希拉縣的一個人口普查指定地區。根據2010年美國人口普查，該地人口為439人，而該地的面積約為1.14平方千米。

## 地理
皮納爾的座標為33°22′44″N 110°45′14″W / 33.37889°N 110.75389°W，而該地最高點為海拔高度1158米（即3800英尺）。